# Thủy điện Pá Chiến
Thủy điện Pá Chiến là thủy điện xây dựng trên dòng Nậm Chiến ở xã Chiềng San huyện Mường La tỉnh Sơn La, Việt Nam .
Thủy điện Pá Chiến có công suất lắp máy 22 MW với 2 tổ máy, khởi công tháng 2/2012 hoàn thành tháng 6/2013 . Nhà máy điện đặt cách đập hơn 4 km, tại bản Pá Chiến và đặt theo tên bản này. 21°28′30″B 104°02′23″Đ / 21,475017°B 104,039816°Đ

## Nậm Chiến
Nậm Chiến là một phụ lưu của sông Đà, bắt nguồn từ các suối ở dãy núi phía đông xã Nậm Khắt 21°41′8″B 104°16′35″Đ / 21,68556°B 104,27639°Đ huyện Mù Cang Chải tỉnh Yên Bái.
Sông chảy sang xã Ngọc Chiến huyện Mường La tỉnh Sơn La, chảy hướng tây nam và đổ vào bờ trái sông Đà ở thị trấn Ít Ong.
Trên lưu vực Nậm Chiến còn có các thủy điện:
- Thủy điện Nậm Chiến 1 trên dòng Nậm Chiến 21°30′58″B 104°06′13″Đ / 21,516038°B 104,103586°Đ.
- Thủy điện Nậm Chiến 2 trên dòng Nậm Chiến 21°29′58″B 104°05′34″Đ / 21,499445°B 104,092862°Đ.
- Thủy điện Nậm Khốt trên dòng Nậm Khắt 21°38′11″B 104°10′20″Đ / 21,63639°B 104,17222°Đ

## Nghịch lý Ngọc Chiến
Tại lưu vực Nậm Chiến có đến 4 thủy điện, còn tại xã Ngọc Chiến nơi đặt hai thủy điện là Nậm Chiến 1 và Nậm Khốt thì vào năm 2014 dân của 18 bản trong xã chưa được cấp điện, và được gọi là "Nghịch lý Ngọc Chiến" .

## Chỉ dẫn
1. ↑  Trong tiếng Tày-Thái "Nậm" đã có nghĩa là nước, sông, suối.